# Agrilus salicis
Agrilus salicis é uma espécie de inseto do género Agrilus, família Buprestidae, ordem Coleoptera.
Foi descrita cientificamente por Frivaldszky, 1877.